# Solenocera waltairensis
Solenocera waltairensis är en kräftdjursart som beskrevs av George och Muthu 1970. Solenocera waltairensis ingår i släktet Solenocera och familjen Solenoceridae. Inga underarter finns listade i Catalogue of Life.